# 영인석불
영인석불(靈仁石佛)은 대한민국 충청남도 아산시 영인면 아산리에 있는 석불이다. 1984년 5월 17일 충청남도의 문화재자료 제240호로 지정되었다.

## 개요
충청남도 아산시 영인면 아산리에 위치한 석불입상으로, 화강암에 높이 265㎝, 너비 87㎝로 조각하였다. 목에 시멘트로 보수한 흔적이 있는데, 전하는 말에 의하면 청일전쟁 때 목이 절단된 채 방치되다가 1945년에 보수한 것이라 한다.
머리에는 관(冠)을 쓰고 있으며, 계란형의 얼굴은 양 볼이 통통하게 표현되었다. 당당한 체구에 옷은 왼쪽 어깨만을 감싸고 있는데 옷주름은 마멸로 인해 자세히 보이지 않지만, 배 아래에는 옷주름을 표현한 흔적이 보인다.
왼손의 손바닥에는 동그란 구슬이 올려져 있으며, 오른손은 엄지와 중지를 맞대고 오른쪽 가슴 앞에 올려 놓고 있다.
불상의 조각 솜씨나 머리에 쓴 관의 형태, 얼굴 모습 등으로 볼 때 고려시대에 만들어진 것으로 추정된다.

## 참고 문헌
- 영인석불 - 국가유산청 국가유산포털